# Saltambarcas

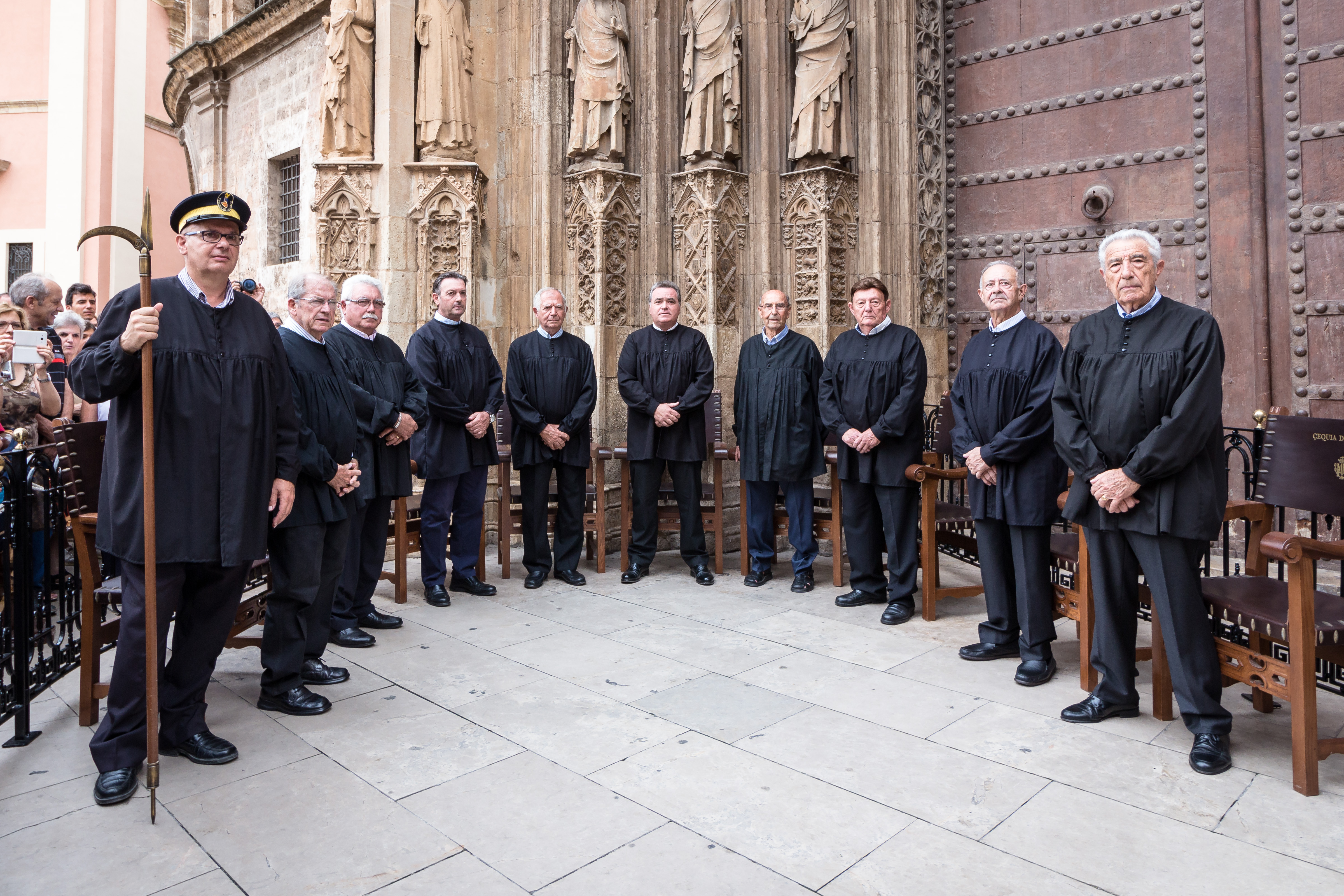
Blusón de los miembros del Tribunal de las Aguas semejante a la descripción que se hace de las saltambarcas

Saltambarcas es una prenda de vestir usada por los ciudadanos principalmente en el Siglo de Oro. El Diccionario de autoridades de 1739 tomo VI lo define como «vestidura rústica abierta por la espalda. Pudo dársele este nombre, porque usan de ella para andar en las barcas, ò salir de ellas». Era una blusa o blusón cerrado que tenía bastante vuelo y que se vestía metiéndola por la cabeza. Se conoce su uso y sus características porque bastantes autores la nombraron y definieron en sus obras. Por esas mismas fuentes se conocen los tejidos utilizados e incluso los adornos. Había saltambarcas de frisa (un tejido de lana procedente de los Países Bajos), de tafetán y de tabí (tafetán de seda prensado); como adornos usaban el almohadillado, el pespunteado y en ocasiones muchos botones.

## Saltambarcas en la literatura
Cervantes se refiere a esta prenda en la segunda parte del Quijote, capítulo 49: «...los greguescos eran verdes, de tela de oro, y una saltaembarca o ropilla de lo mesmo suelta, debajo de la cual traía un jubón de tela finísima de oro y blanco».
Lope de Vega en su obra La Gatomaquia dice así:
- Vino Calvillo, de fustán vestido,
- de patas de conejos guarnecido,
- griguiesco y saltambarca

El escritor del siglo XVII Vicente Espinel en su obra Las relaciones de la vida del escudero Marcos de Obregón (edición de Madrid 1923) remarca: «Yo, como sabía nadar [...] quiteme y arrojé una saltambarca que traía [...]»